# Pseudoligosita nephotetticum
Pseudoligosita nephotetticum är en stekelart som först beskrevs av Mani 1939.  Pseudoligosita nephotetticum ingår i släktet Pseudoligosita och familjen hårstrimsteklar. Inga underarter finns listade i Catalogue of Life.